# Alfonso Lara (actor)
Alfonso Lara (Madrid, 30 de mayo de 1968) es un actor, director y guionista español.

## Biografía
Ha participado en numerosas series de televisión, siendo popular en muchos países por la serie Un paso adelante en la que interpretaba a Juan Taberner, profesor de música. 
Ha participado, así mismo, en Prim, Proyecto Dos, El robo más grande jamás contado, Muertos de risa, El corazón del guerrero, en Aída, como el agente Riesgo, y una intervención en La que se avecina, como Curro.
Es el actor principal del vídeo musical Esclarecido, perteneciente al grupo Extremoduro.
En teatro es ganador del Premio Max al mejor actor de reparto por Urtain, dirigida por Andrés Lima, candidato al Premio Max al mejor actor protagonista por Emilia, de Claudio Tolcachir, interpretación que fue unánimemente celebrada, y finalista al premio de la Unión de Actores como mejor actor de reparto por su papel de Lorenzo Badoz en la serie de TVE Isabel. Ganó el Premio Ikuska al Mejor Actor por el cortometraje El hombre equivocado, de Roberto Goñi, y más de siete galardones en festivales nacionales e internacionales al Mejor Actor por el cortometraje Los hombres de verdad no lloran, de Lucas Castán. 
En cine ha trabajado, entre otros, con Álex de la Iglesia en "Muertos de Risa", Daniel Monzón en "El corazón del guerrero" y "El robo más grande jamás contado",  Fernando Colomo en "La Tribu" o José Corral en "Contando ovejas" 
Como director de teatro destacan sus puestas en escena de El divorcio de Fígaro, de Ödön von Horváth y No me olvides (El maestro Juan Martínez, que estaba allí), adaptación teatral del propio Alfonso Lara de la novela del mismo nombre de Manuel Chaves Nogales. 
También fue socio fundador de la Sala Tú de teatro alternativo en Madrid. 
Actualmente interpreta el papel de Zampanó en la adaptación teatral de La Strada, de Federico Fellini, dirigida por Mario Gas y también interviene en la serie de Tele 5 Señoras del Hampa, interpretando a Vicente. Próximamente trabajará en "Servir y Proteger", serie de TVE 1 y en "La Fortuna", primera serie que dirigirá Alejandro Amenábar para Movistar+, producción internacional de AMC Studio, MOD Producciones y Movistar+.
Está divorciado de la actriz Micaela Quesada y tiene dos hijos

## Televisión

### Series de televisión
| Año/s           | Serie de Televisión                 | Cadena       | Personaje                | Episodios     |
| --------------- | ----------------------------------- | ------------ | ------------------------ | ------------- |
| 1996 - 2000     | La casa de los líos                 | Antena 3     | Santiago "Santi" Velasco | 88 episodios  |
| 2000            | El grupo                            | Telecinco    | Manolo                   | 7 episodios   |
| 2000            | Paraíso                             | La 1         | Evaristo                 | 1 episodio    |
| 2001            | Periodistas                         | Telecinco    |                          | 5 episodios   |
| 2001            | Policías, en el corazón de la calle | Antena 3     |                          | 1 episodio    |
| 2002 - 2005     | Un paso adelante                    | Antena 3     | Juan Taberner            | 84 episodios  |
| 2002; 2006      | El comisario                        | Telecinco    | Fabián Dueñas            | 2 episodios   |
| 2006            | Hospital Central                    | Telecinco    | Damián Toledano          | 1 episodio    |
| 2006            | Los Serrano                         | Telecinco    | Ángel                    | 1 episodio    |
| 2007            | MIR                                 | Telecinco    | Víctor Núñez             | 1 episodio    |
| 2007 - 2008     | Cuestión de sexo                    | Cuatro       | Óscar                    | 27 episodios  |
| 2009            | La chica de ayer                    | La 1         | Inspector Quintana       | 2 episodios   |
| 2009 - 2010     | Amar en tiempos revueltos           | La 1         | Leonardo Guerrero        | 152 episodios |
| 2011            | Plaza de España                     | La 1         | Pacorro                  | 12 episodios  |
| 2011            | Estudio 1                           | La 1         | Paisano Vasco            | 1 episodio    |
| 2011            | Los misterios de Laura              | La 1         | Hermano Damián           | 1 episodio    |
| 2013            | Isabel                              | La 1         | Lorenzo Badoz            | 8 episodios   |
| 2013 - 2014     | Aída                                | Telecinco    | Juan José Riesgo         | 3 episodios   |
| 2014            | La que se avecina                   | Telecinco    | Curro                    | 1 episodio    |
| 2015            | Anclados                            | Telecinco    | Gabriel Ugarte           | 8 episodios   |
| 2015 - 2016     | Olmos y Robles                      | La 1         | Esteban Atiza            | 10 episodios  |
| 2017            | Amar es para siempre                | Antena 3     | Eugenio Caldas Álvarez   | 134 episodios |
| 2019 - 2021     | Señoras del (h)AMPA                 | Telecinco    | Vicente Román            | 26 episodios  |
| 2020 - 2021     | Servir y proteger                   | La 1         | Joaquín Rodríguez        | 137 episodios |
| 2021            | La Fortuna                          | Movistar+    | Mazas                    | 6 episodios   |
| 2023            | Las invisibles                      | SkyShowtime  | Juan                     | 6 episodios   |
| 2024            | La ley del mar                      | TVE / À Punt | Paco                     | 3 episodios   |
| 2024 - presente | Sueños de libertad                  | Antena 3     | Alberto                  | ¿? episodios  |
| 2025            | Perdiendo el juicio                 | Antena 3     | Rafael "Rafa" Castro     | 10 episodios  |

### Programas de Televisión
| Año/s                               | Programa de Televisión      | Cadena    | Como     | Ocasiones    |
| ----------------------------------- | --------------------------- | --------- | -------- | ------------ |
| 1999                                | Vértigo                     | 13tv      | Invitado | 1 programa   |
| 2000, 2004 - 2006, 2008, 2010, 2015 | Pasapalabra                 | Telecinco | Invitado | 16 programas |
| 2002                                | Me lo dices o me lo cuentas | La 2      | Invitado | 1 programa   |
| 2005 - 2006                         | La mandrágora               | La 2      | Invitado | 2 programas  |
| 2012                                | Mi reino por un caballo     | La 2      | Invitado | 3 programas  |
| 2013, 2015                          | ¡Atención obras!            | La 2      | Invitado | 2 programas  |